# Karl-Heinz Hagen
Karl-Heinz Hagen (* 10. November 1919 in Berlin-Nikolassee; † 8. September 1994) war ein deutscher Journalist.

## Leben
Nach seinem Schulabschluss bereitete er sich auf ein theologisches Studium vor. Zu Beginn des Zweiten Weltkriegs wurde er wegen unliebsamer Äußerungen für mehrere Monate inhaftiert, dann jedoch freigelassen. Er ließ den Plan eines Theologiestudiums fallen und verdiente Geld als Büroangestellter, trug Briefpapier zu Kunden und packte Kleider in Pappkartons. Danach war er landwirtschaftlicher Hilfsarbeiter auf einem Gut in Württemberg und dann auf einem Hof in Mecklenburg. Danach arbeitete er bis 1943 als Trimmer-Backschafter auf einem Dampfer der Hapag-Lloyd. Nach kurzer Haft in Berlin arbeitete Hagen als Pferdeknecht auf einem Gut in der Mark Brandenburg, bis er einen legalen „kriegswichtigen“ Job in einem Büro der AEG ergattern konnte. Nach Ende des Zweiten Weltkriegs fing Hagen an Erzählungen und Feuilletons unter verschiedenen Pseudonymen zu schreiben. Im September 1947 erschien sein erster Roman Der du bist im Nebel.
Karl-Heinz Hagen war von 1948 bis 1950 stellvertretender Chefredakteur der Zeitschrift sie im Berliner Heinz Ullstein Verlag  Von 1953 bis 1960 war er Chefredakteur bei der Tageszeitung B.Z.; von 1960 bis 1962 Chefredakteur der Tageszeitung Bild und von 1962 bis 1966 Chefredakteur der Zeitschrift Quick. Ab 1965 war Karl-Heinz Hagen Herausgeber der Illustrierten Revue. 1966 verließ er den Verlag und gab mit Günter Prinz im Verlag Kindler & Schiermeyer zunächst die Zeitschrift Eltern und anschließend ab 1969 die Zeitschrift Jasmin heraus.
Sein Sohn Louis Hagen wurde ebenso Journalist.

## Werke
- Der du bist im Nebel. Der Neue Geist. September 1947.